# Дёрст, Роберт
Ро́берт А́лан Дёрст (англ. Robert Alan Durst; 12 апреля 1943, Нью-Йорк, Нью-Йорк — 10 января 2022, Фрэнч-Кемп, Калифорния) — американский миллионер, сын и наследник нью-йоркского магната Сеймура Дёрста, старший брат Дугласа Дёрста, главы компании Durst Organization. Его подозревали в трёх убийствах, совершённых в разных штатах: Кэтлин Маккормак-Дёрст (его первая жена, которая исчезла в Нью-Йорке в 1982 году), Сьюзан Берман (его давняя подруга, которая была убита в Калифорнии в 2000 году) и Морриса Блэка (его сосед, который был убит в Техасе в 2001 году). Дёрст был объектом федерального розыска по всей стране и хотя он признался в расчленении Блэка (в чём ему не было предъявлено обвинение), в конечном итоге он был оправдан в убийстве по причинам самообороны.
14 марта 2015 года Дёрст был арестован в Новом Орлеане, Луизиана, по ордеру об убийстве первой степени, подписанному судьёй в Лос-Анджелесе в связи с убийством Берман, 4 ноября 2016 года перевезён в Калифорнию, и вскоре после этого в Лос-Анджелесе обвинён в убийстве первой степени. В октябре 2018 года верховный судья округа Лос-Анджелес Марк Уиндхэм постановил, что есть достаточные доказательства для того, чтобы Дёрст предстал перед судом по делу о смерти Берман. Суд начался 2 марта 2020 года, но был отложен на более поздний срок из-за пандемии COVID-19, и возобновился 17 мая 2021 года после дополнительных задержек, связанных с пандемией, отклонения ходатайства защиты о неправильном судебном разбирательстве и постановления суда против экстренного ходатайства Дёрста об отсрочке на неопределённый срок из-за «множества опасных для жизни проблем со здоровьем… в том числе рак мочевого пузыря, предшествующий рак пищевода, недоедание, ишемическая болезнь сердца с использованием стентов с лекарственным покрытием, фибрилляция предсердий и хроническое заболевание почек».
15 октября 2021 был приговорён к пожизненному заключению за убийство Сьюзан Берман.
Умер 10 января 2022 года в больнице города Стоктон.

## Ранние годы
Один из четырёх детей, Роберт вырос в Скарсдейле, Нью-Йорк. Он является сыном инвестора в недвижимость Сеймура Дёрста и его жены Бернис Херштейн. У него были братья Дуглас и Томас и сестра Уэнди. Дед по отцовской линии, Джозеф Дёрст, бедный еврейский портной, эмигрировал из Австро-Венгрии в 1902 году и стал очень успешным менеджером и застройщиком недвижимости, основавшим «Durst Organization» в 1927 году.
Сеймур стал главой семейного бизнеса в 1974 году после смерти Джозефа. Роберт утверждал, что в возрасте семи лет его отец позвал его к окну, где он увидел свою мать на крыше семейного дома в Скарсдейл. Сеймур сказал сыну, чтобы тот попрощался с мамой, Роберт помахал ей рукой и ушёл спать. В итоге Бернис упала или спрыгнула с крыши и погибла. В интервью «The New York Times» в марте 2015 года его брат Дуглас отрицал это. Дети Дёрстов были проверены психиатром. Доклад психиатра в 1953 году о десятилетнем Роберте содержал информацию о том, что у него имеется расстройство личности и, возможно, даже шизофрения.
Дёрст посещал среднюю школу Скарсдейла, где одноклассники называли его одиночкой. В 1965 году он получил степень бакалавра в области экономики в Лихайском университете, где он был членом команды по лакроссу и бизнес-менеджером студенческой газеты «The Brown and White». В том же году он поступил в докторскую программу в Калифорнийском университете в Лос-Анджелесе, где встретился с Сьюзан Берман, но в итоге отчислился и вернулся в Нью-Йорк в 1969 году. Роберт стал девелопером в бизнесе своего отца, тем не менее, его брат Дуглас впоследствии был назначен руководить семейным бизнесом в 1990-х годах. Назначение вызвало раскол между Робертом и его семьёй, отдалив его от родных.

## Преступления, в которых подозревался Дёрст
Полиция напрямую допрашивала Дёрста, а иногда и проводила обыски в связи с исчезновением его первой жены Кэти Маккормак и двумя убийствами Сьюзан Берман и Морриса Блэка. В одном из этих убийств он был судим и оправдан.

### Исчезновение Кэтлин Маккормак-Дёрст
Осенью 1971 года Дёрст встретил Кэтлин Маккормак, которая работала зубным гигиенистом. После двух свиданий, Роберт предложил Кэти переехать в его дом в Вермонте, где он открыл магазин здоровой пищи. Она переехала туда в январе 1972 года. Однако отец Дёрста заставил его вернуться в Нью-Йорк, чтобы работать в семейном бизнесе. Роберт и Кэти вернулись на Манхэттен, где и поженились в апреле 1973 года.
Незадолго до своего исчезновения, Кэти заканчивала четвёртый и последний год в Медицинском колледже Альберта Эйнштейна в Бронксе, ей оставалось всего несколько месяцев до получения степени. Она намеревалась стать педиатром. В последний раз кто-либо кроме Дёрста, видел Маккормак вечером 31 января 1982 года на вечеринке друга в Ньютауне, Коннектикут. Позже той ночью Кэти неожиданно приехала в дом своей лучшей подруги, которая заметила, что она расстроена и была одета в красные тренировочные брюки, что подруга сочла странным, так как Маккормак обычно одевалась в гораздо более качественную одежду. Позже она уехала в Южный Салем, Нью-Йорк, после звонка от своего мужа. Хотя пара спорила и дралась, Дёрст утверждал, что отвёз жену на поезд до Нью-Йорка, выпил с соседом и поговорил с женой по телефону позже вечером. «Это то, что я сказал полиции, — позже рассказал Дёрст создателям документального фильма о нём. — Я надеялся, что это просто заставит всё уйти».
После того, как Маккормак покинула дом своей подруги, она должна была встретиться с другом в пабе «Львиные ворота» на Манхэттене. Когда она не появилась, её друг обеспокоился и неоднократно вызывал полицию в течение нескольких дней. Через несколько дней Дёрст также подал заявление о пропаже без вести его жены. Швейцар одной из двух манхэттенских квартир, где проживали супруги Дёрст, утверждал, что 1 февраля, на следующий день после того, как её последний раз видели, там была Кэти. Также он сказал, что видел её только со спины и не может быть уверен на 100 %, что это она.
За три недели до этого Маккормак обращалась в больницу Бронкса с синяками на лице. Она сказала другу, что Дёрст избил её, но не настаивала на обвинениях в этом инциденте. Кэти попросила Роберта о разводе и компенсации в размере 250 000 долларов. Дёрст заблокировал кредитную карту жены, удалил её имя с совместного банковского счёта и отказался оплачивать обучение в медицинской школе. К тому времени, когда его жена исчезла, Роберт три года встречался с сестрой Мии Фэрроу, Пруденс, и жил в отдельной квартире. Сначала Дёрст предложил 100 000 долларов за возвращение жены, а затем уменьшил вознаграждение до 15 000 долларов. Вскоре после этого он был замечен выбрасывающим некоторые вещи своей жены. Когда подруга и сестра Кэти узнали, что она пропала, они проникли в её коттедж, надеясь найти её там. Вместо этого они обнаружили, что в доме был обыск, но почта Маккормак осталась не вскрытой. Затем они испугались и ушли.

#### Расследование и последствия
Полиция сказала, что после того, как Маккормак пропала без вести, Дёрст утверждал, что последний раз разговаривал с ней, когда она позвонила ему в их коттедж на Манхэттене. Он сказал, что в последний раз видел её на вокзале Катона, где она собиралась сесть на поезд в 21:15 до Манхэттена. Он также утверждал, что 4 февраля её руководитель из медицинской школы позвонил ему и сказал, что она заболела 1 февраля и отсутствовала на занятиях на протяжении всей недели. Неясно, действительно ли Кэти звонила руководителю школы. На следующий день после того, как Роберт получил звонок из медицинской школы, он сообщил о её пропаже. Полиция обнаружила, что его истории полны противоречий.
Семья Маккормак хотела объявить Кэти мёртвой, поскольку они твёрдо верят, что её убили. Её мать, Энн Маккормак, пыталась подать в суд на Дёрста на 100 миллионов долларов. Родители Кэтлин уже умерли. Младшая сестра Кэти, Мэри Маккормак-Хьюз, также считает, что её убил Роберт. Полиция штата Нью-Йорк в 1999 году возобновила уголовное расследование в связи с исчезновением, впервые посетив бывшую резиденцию Дёрста в Южном Салеме. Расследование стало публичным в ноябре 2000 года.

### Убийство Сьюзан Берман
24 декабря 2000 года Берман, давняя подруга Дёрста, которая помогла ему с алиби после исчезновения Кэти Маккормак и недавно получила от Роберта 50 000 долларов, была найдена убитой в своём доме в Каньоне Бенедикта, Калифорния. Известно, что Дёрст находился в Северной Калифорнии за несколько дней до того, как Берман была убита, и вылетел из Сан-Франциско в Нью-Йорк за ночь до того, как было обнаружено тело Сьюзан. Хотя Роберт подтвердил Департаменту полиции Лос-Анджелеса, что недавно послал Берман чек на 25 000 долларов, и отправил по факсу следователю копию своих показаний в 1982 году по поводу пропажи его жены, он отказался давать показания об убийстве Берман.
Дёрст сказал в заявлении 2005 года, что Берман позвонила ему незадолго до своей смерти, чтобы сказать, что полиция Лос-Анджелеса хотела поговорить с ней об исчезновении Маккормак. Изучение заметок, сделанных «The Guardian», поставило под сомнение вопрос о том, делала ли полиция Лос-Анджелеса такой звонок и назначала ли беседу с Берман тогдашний окружной прокурор округа Уэстчестер, Жанин Пирро. Из-за вновь открытого 31 октября 2000 года расследования по факту исчезновения его жены, Роберт начал планировать жизнь беглеца. Скрываясь от полиции, он перебрался в Галвестон, Техас, где жил в пансионе и переодевался в женщину. Биограф Берман, Кэти Скотт, утверждала, что Дёрст убил Сьюзан, потому что она слишком много знала об исчезновении Маккормак.

### Убийство и расчленение Морриса Блэка
9 октября 2001 года Дёрст был арестован в Галвестоне вскоре после того, как части тела, принадлежащие его пожилому соседу Моррису Блэку, были найдены в бухте. На следующий день он был освобождён под залог в 300 000 долларов. Роберт пропустил судебное заседание 16 октября. Также был выдан ордер на его арест по обвинению в подлоге его залога. 30 ноября он был пойман в супермаркете «Wegmans» в Бетлехеме, Пенсильвания, после того, как попытался украсть сэндвич с курицей, лейкопластырь и газету, хотя у него было 500 долларов наличными в кармане. При обыске в его арендованном автомобиле полиция нашла 37 000 долларов наличными, два пистолета, марихуану, водительские права Блэка и указания о том, как добраться до дома Гилберта Наджами, бывшего любовника Маккормак, который долгое время преследовал Дёрста и публиковал обвинения о том, что он убил свою жену. Роберт также использовал своё время в бегах, чтобы преследовать своего брата Дугласа, посетив подъездную дорогу его дома в Катона, Нью-Йорк, при этом он был вооружён.

#### Суд
В 2003 году Дёрст предстал перед судом за убийство Блэка. Он нанял защитника Дика ДеГерина и заявил о самообороне. Де Герин провёл два пробных испытания в рамках подготовки к делу. Команда защиты Дёрста с трудом общалась с ним, поэтому они наняли психиатра, доктора Милтона Альтшулера, чтобы выяснить причину. Альтшулер провёл более 70 часов, изучая Дёрста и диагностировал у него синдром Аспергера, сказав: «Вся его история жизни очень совместима с диагнозом расстройства Аспергера». Адвокаты доказывали, что диагноз объясняет его поведение.
Дёрст утверждал, что он, как и Блэк, капризный и конфронтационный одиночка. Роберт заявил, что схватился за пистолет 22-го калибра, которым Моррис угрожал ему. Во время борьбы пистолет выстрелил в лицо Блэку. Во время перекрёстного допроса Дёрст признался, что использовал резак, две пилы и топор, чтобы расчленить тело Блэка перед тем, как упаковать его и сбросить его останки в бухте. Голова Морриса не была найдена, поэтому прокуроры не смогли представить достаточные судебные доказательства, чтобы оспаривать показания Роберта о борьбе. В результате отсутствия судебной экспертизы, присяжные оправдали Дёрста в убийстве.
В 2004 году Дёрст признал себя виновным по двум пунктам обвинения в подлоге и подделке доказательств. В рамках сделки о признании вины он получил пятилетний срок, сокращённый, в связи с временем отбытия лишения свободы, до трёх лет. Роберт был условно-досрочно освобождён в 2005 году. Правила его освобождения требовали от него оставаться рядом с его домом и запрашивать разрешение на поездки. В декабре Дёрст совершил несанкционированную поездку в пансион, где был убит Блэк, и в ближайший торговый центр. В торговом центре он столкнулся с бывшим судьей суда Галвестона, Сьюзан Крисс, которая председательствовала на суде. В связи с этим инцидентом Департамент уголовного правосудия штата Техас определил, что Дёрст нарушил условия условно-досрочного освобождения и вернул его в тюрьму. Он был освобождён из-под стражи 1 марта 2006 года.
Отвечая на вопрос, считает ли она, что Дёрст убил Морриса Блэка, Крисс прокомментировала: «Вы могли видеть, что этот человек знал, что делает, и что это был не первый раз. Тело было расчленено в совершенстве, словно хирургом, который знал, как использовать определённый инструмент для определённой кости и определённой мышцы. Это выглядело не как первая работа. Это было довольно страшно».

## Дело по убийству Берман

### Арест
Через несколько дней после того, как ордер на убийство первой степени был подписан судьёй из Лос-Анджелеса в связи с убийством Берман, Дёрст был арестован агентами ФБР 14 марта 2015 года в здании новоорлеанского Марриотта, где он был зарегистрирован под ложным именем Эверетт Уорд. Роберт, которого отследили в отеле после двух звонков для проверки своей голосовой почты, был найден бесцельно блуждающим в вестибюле и бормочущим про себя. В дополнение к револьверу 38-го калибра, полиция обнаружила пять унций марихуаны, свидетельство о рождении и паспорт Дёрста, карты Луизианы, Флориды и Кубы, латексную маску, поддельные техасские документы, используемые для регистрации в отеле, новый мобильный телефон и наличные на общую сумму 42 631 долларов. Полиция обнаружила номер отслеживания почтового сервиса UPS, который привёл к дополнительным денежным средствам в размере 117 000 долларов в посылке, отправленной Дёрсту женщиной (не его женой) в Нью-Йорк, которая была изъята после его ареста. Банковские выписки, найденные в одном из кондоминиумов Дёрста в Хьюстоне, выявили снятие наличных в размере 315 000 долларов чуть больше месяца назад.
15 марта 2015 года следователь полиции штата Нью-Йорк, Джозеф Бечерра, долгое время связанный с делом Кэти Маккормак, сказал, что в последние месяцы тесно сотрудничает с детективами ФБР и детективами из Лос-Анджелеса, и вывез около 60 коробок с личными документами из дома подруги Дёрста, Сьюзан Т. Джордано, в Кэмпбелл-Холле, Нью-Йорк, куда три года назад переехала его супруга, Дебра Ли Чаратан. Также были сохранены видеозаписи отпечатков Дёрста, Чаратан и Дугласа Дёрста, связанных с делом Морриса Блэка.
Джон Левин, заместитель окружного прокурора округа Лос-Анджелес, отвечающий за судебное преследование, сказал, что он нашёл информацию, раскрытую кинематографистами в документальном сериале HBO «Тайны миллиардера», убедительной и неоднократно летал в Нью-Йорк, чтобы допросить свидетелей, в том числе друзей Дёрста и Берман. Согласно исследованию ДеГерина, суд должен был начаться в Лос-Анджелесе после того, как Дёрста перевели в федеральную тюрьму в Калифорнии и привлекли к ответственности, но передача Роберта была задержана Бюро тюрем США из-за «серьёзной операции». Дёрст был переведён в Калифорнию 4 ноября 2016 года и привлечён к суду 7 ноября. Он не признал себя виновным. Левин сказал, что государство не будет добиваться смертной казни. Предварительное слушание должно было начаться 17 октября 2017 года, но было отложено до 16 апреля 2018 года для согласования команды защиты Дёрста, некоторые из которых понесли ущерб своих домов и офисов от урагана Харви.

### Обвинения в хранении огнестрельного оружия
16 марта 2015 года ДеГерин заявил судебным властям Нового Орлеана, что его клиент отказался от экстрадиции и добровольно вернётся в Калифорнию. Позднее, в тот же день, полиция штата Луизиана предъявила Дёрсту обвинения в хранении огнестрельного оружия и владении огнестрельным оружием с контролируемым веществом, предупредив его о немедленном возвращение в Калифорнию. Адвокат округа Орлеан, Леон Канниццаро, в свете предыдущих заявлений, которые могут повлиять на вынесение приговора Дёрсту, прокомментировал: «Только за эти обвинения в отношении оружия здесь, в Луизиане, [Дёрст] может оказаться в тюрьме».
23 марта Дёрсту было отказано в освобождении под залог судьёй в Луизиане, после того как прокуроры заявили, что существует риск его побега. Стремясь ускорить его экстрадицию в Калифорнию и избежать затяжной судебной тяжбы в Луизиане, ДеГерин поднял вопросы о действительности ареста в Новом Орлеане и обыске в гостиничном номере, указав, что местный судья не выдавал ордер несколько часов после того, как его клиент был задержан. Во время общения с полицией Лос-Анджелеса и проведения инвентаризации имущества гостиничного номера Дёрста «ФБР… держал его там без связи с внешним миром в течение почти восьми часов». По словам ДеГерина, Дёрст был допрошен прокурором и детективом Лос-Анджелеса без присутствия адвоката утром после его ареста.
Из-за невручения повестки должностным лицам, вызванным в суд для возможного слушания по делу, адвокаты Дёрста обвинили прокуроров Луизианы в «ошибочной попытке скрыть факты из суда, ответчика и общественности». Питер Мэнсфилд, помощник прокурора США, сказал, что его офис поручил двум агентам ФБР и арестовывающему офицеру не появляться в суде, утверждая, что повестка от ДеГерина была выпущена в попытке провести «действия против них в своих официальных интересах с целью получения свидетельских показаний, информации и материалов их служебных обязанностей».
8 апреля на следующий день после того, как американский прокурор подал независимое обвинение в хранении огнестрельного оружия, Дёрст был официально обвинён Большим жюри в Луизиане за то, что он носил оружие с контролируемым веществом и за незаконное хранение огнестрельного оружия. Позже в этом месяце адвокаты Дёрста потребовали вернуть более 161 000 долларов, изъятых властями во время обысков, заявив, что наличные деньги «не нужны в качестве доказательств, не являются контрабандой и не подлежат конфискации».
После переговоров с командой адвокатов Дёрста, 23 апреля 2015 года власти Луизианы, в конечном счёте, сняли обвинения против Роберта в хранении огнестрельного оружия. Суд над Дёрстом по федеральному обвинению в хранении огнестрельного оружия было назначено на 21 сентября 2015 года. ДеГерин подтвердил слухи о том, что у Дёрста проблемы со здоровьем, заявив, что он страдает от гидроцефалии, и два года назад ему в череп был вживлён стент, а также он перенёс операции на позвоночник и по удалению раковой массы из пищевода.
Адвокаты Дёрста попросили более позднюю дату для федерального судебного разбирательства по обвинению в хранении огнестрельного оружия, заявив, что им потребуется больше времени для подготовки после решений относительно ожидающих ходатайств. Окружной судья США, Хелен Берриган, позже перенесла процесс до 11 января 2016 года. 16 ноября 2015 года федеральный судья из Нового Орлеана приказал повторно привлечь Дёрста к ответственности за хранение оружия и назначить слушание на 17 декабря. Адвокат Дёрста сказал, что он не убивал Берман и что он хочет разобраться с другим обвинением, чтобы ускорить экстрадицию Роберта в Лос-Анджелес, чтобы противостоять этому обвинению.
16 декабря 2015 года прокуроры и адвокаты представили Берриган совместное заявлении о том, что планирование разбирательств исключает все даты до даты проверки на 11 января. Берриган в конечном итоге перенесла судебное разбирательство на 3 февраля 2016 года, а Дёрст изменил свой иск на федеральное обвинение в хранение оружия и получил тюремное заключение на 85 месяцев.
Дёрст (номер BOP 45101-079) первоначально был помещён в тюрьму Терре-Хота, но позже переведён в тюрьму округа Лос-Анджелес в ожидании суда.

### Суд
Суд должен был начаться в Лос-Анджелесе, но был отложен Управлением тюрем США из-за «серьёзной операции», по словам ДеГерина.
Условное слушание было созвано в феврале 2017 года, на котором Ник Чавин, близкий друг Дёрста и на свадьбе которого Роберт был шафером, показал, что Дёрст признался ему в убийстве Берман. Чавин будет одним из свидетелей обвинения против Дёрста. Предварительное слушание было первоначально запланировано на октябрь 2017 года, но было перенесено на апрель 2018 года, чтобы члены группы защиты Дёрста, некоторые из которых пострадали от урагана Харви, могли принять участие в процессе.
Досудебные слушания включали в себя подробные показания ряда свидетелей старшего возраста, которые потенциально не будут доступны, когда начнётся само судебное разбирательство. В октябре 2018 года верховный судья округа Лос-Анджелес Марк Уиндхэм постановил, что существует достаточно улик, чтобы судить Дёрста за убийство Берман, и 8 ноября 2018 года Дёрст будет привлечён к суду. Во время своего выступления в суде на следующий день Дёрст не признал себя виновным. В январе 2019 года Уиндхэм назначил датой судебного разбирательства по делу Дёрста 3 сентября 2019 года.
В то же время судья постановил, что прокуратура может представить доказательства, связанные с убийством Блэка. Прокуроры попытаются связать смерть Берман с исчезновением Маккормак, что они хотят показать как основу для мотива убийства Берман. В своём постановлении о том, что прокуратура может использовать доказательства из дела Техаса, судья Уиндхэм сказал, что убийства Блэка и Берман, похоже, «взаимосвязаны». Обвинение в убийстве против Дёрста включает в себя обвинения в том, что он убил свидетеля преступления. Также есть утверждение, что для совершения убийства он использовал пистолет.
В мае 2019 года в ходатайстве, поданном адвокатами Дёрста, были заявлены два образца почерка (анонимная «записка о трупе» 2000 года, информирующая полицию Беверли-Хиллз о том, что в её доме можно найти тело, и письмо Дёрста, отправленное Берман в 1999 году), а также другие доказательства его ареста в 2015 году в отеле в Новом Орлеане, которые были получены незаконным путём. Адвокаты Дёрста также утверждают, что имело место нарушение Четвёртой поправки, исключающее доказательства Нового Орлеана, и что обыск его гостиничного номера был незаконным. 8 мая 2019 года прокуратура округа Лос-Анджелес подала письменные показания в ответ на ходатайство. Прокурор Джон Левин сказал, что Дёрст создаёт тщательно продуманную теорию заговора между продюсерами документального мини-сериала HBO «Тайны миллиардера», сотрудниками правоохранительных органов и окружной прокуратурой округа Лос-Анджелес, чтобы заставить «обвиняемого оговорить себя и привлечь внимание СМИ. Тем не менее, обвиняемый полностью не признаёт наиболее значимый факт, приведший к его аресту и последующему обыску его гостиничного номера и изобличающему интервью — правоохранительные органы были уведомлены о том, что обвиняемый активно готовился бежать из страны сразу после получения важных доказательств — убийство Сьюзан (Берман) было широко освещено по национальному телевидению. В этом контексте становится очевидным, что действия, предпринятые правоохранительными органами, были более чем разумными — они были абсолютно необходимы для предотвращения побега убийцы, который уже избежал ареста и скрывался более 30 лет, уклоняясь от правосудия».
17 мая 2019 года судья округа Лос-Анджелес Марк Уиндхэм предоставил команде защиты Дёрста четырехмесячную отсрочку. Отсрочка была предоставлена после того, как адвокаты выразили обеспокоенность по поводу объёма доказательств по делу и противоречия графикам адвокатов.
3 сентября 2019 года судья округа Лос-Анджелес Марк Уиндхэм отклонил попытку защитников Дёрста лишить продюсеров «Тайны миллиардера» защиты в соответствии с законом Калифорнии о защите журналистов, объявив их «правительственными агентами». Ряд других процессуальных решений также пошёл против Дёрста. Прокурор округа Лос-Анджелес Джон Левин назначил ещё одно слушание на 28 октября из-за обнаружения новых улик и по другим вопросам. Дополнительные доказательные слушания были проведены в декабре 2019 года относительно допустимости заявлений, сделанных Дёрстом в марте 2015 года сразу после его ареста в Новом Орлеане, на допросе Левину.
В результате неожиданного шага 24 декабря 2019 года адвокаты Дёрста опровергли его предыдущие заявления и представили судебные документы, в которых признаётся, что Дёрст написал «записку о трупе». Во всех предыдущих заявлениях по поводу записки Дёрст постоянно отрицал её написание, хотя почерк очень похож на его, как и неправильное написание слова «Беверли» (Beverley вместо Beverly), содержащееся в предыдущем письме Берман, в авторстве которого Дёрст признался. Во время съёмок фильма «Тайны миллиардера» Дёрст сказал создателям фильма, что человек, написавший «записку о трупе», шёл на «большой риск», потому что это было то, «что мог написать только убийца». Он сказал своему крестнику Говарду Альтману: «Человек, написавший записку, убил её». Однако в августе 2019 года адвокаты Дёрста также утверждали, что «записка демонстрирует то, что человек, отправивший её, знал, что в доме было тело, а не то, что он убил Сьюзан Берман».
2 марта 2020 года Дёрст предстал перед судом, чтобы начать судебное разбирательство по делу об убийстве Сьюзан Берман, которое, как ожидалось, продлится несколько месяцев. Однако разбирательство было отложено из-за пандемии COVID-19. В июне 2020 года ходатайство защиты о неправильном судебном разбирательстве из-за задержки было отклонено. В июле 2020 года судья округа Лос-Анджелес Марк Уиндхэм постановил, что из-за пандемии COVID-19 необходима дальнейшая отсрочка до апреля 2021 года, но он позволит продолжить судебное разбирательство, если Дёрст согласится на судебное разбирательство без присяжных. Дёрст отклонил этот вариант, и заседании было запланировано возобновить 12 апреля 2021 года. Затем оно был отложено до 17 мая 2021 года.
13 мая 2021 года адвокаты Дёрста подали в суд ходатайство о том, что у него рак мочевого пузыря, и просили суд отложить судебное разбирательство на неопределённый срок и освободить его под залог для получения лечения, которое в настоящее время не предоставляется. Ходатайство было отклонено судом, и судебное разбирательство возобновилось 17 мая 2021 года, когда судья опросил присяжных о том, могут ли они по-прежнему оставаться нейтральными в деле после 14-месячного перерыва. Один из присяжных был отстранён за игнорирование распоряжения суда не следить за ходом судебного процесса в новостях во время перерыва на пандемию. Во время обсуждения содержания вступительного заявления ведущий адвокат Дёрста Дик ДеГерин и заместитель окружного прокурора округа Лос-Анджелес Джон Левин были разделены адвокатом защиты Дэвидом Чесноффом после того, как кричали и тыкали пальцами друг другу в лицо, а судья Уиндхэм велел им сесть и перестать спорить.

#### Приговор
В середине сентября присяжные признали Дёрста виновным в убийстве Сьюзан Берман.
15 октября была обнародована информация, что суд приговорил его к пожизненному сроку заключения.

## Другие дела

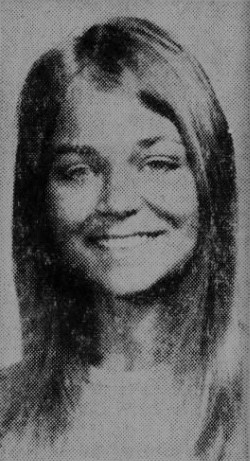
Линн Шульце в колледже, 10 декабря 1971 года

По сообщениям, через несколько дней после убийства Берман полицейские изучали связи между Дёрстом и исчезновениями 17-летней Линн Шульце из Миддлбери, Вермонт, и 16-летней Карен Митчелл из Юрики, Калифорния. Следователи также рассматривают возможную связь с исчезновением 18-летней Кристен Модафери, которую последний раз видели в Сан-Франциско в 1997 году.
Шульце, первокурсница колледжа Миддлбери, посещала магазин здоровой пищи Дёрста 10 декабря 1971 года, в тот день, когда она исчезла, и в последний раз была замечена днём около автобусной остановки напротив магазина. ДеГерин охарактеризовал обвинения по делу Шульце как «оппортунистические» и сказал, что не разрешит полиции Вермонта допрашивать его клиента. Автор и журналист-расследователь Мэтт Биркбек сообщил в 2003 году и позже в своей книге 2015 года «Смертельная тайна», что имеются записи использования кредитной карты Дёрста в Юрике 25 ноября 1997 года, в тот день, когда исчезла Митчелл. Она, возможно, была волонтёром в приюте для бездомных, который посещал Дёрст. Также он, одетый в женскую одежду, побывал в обувном магазине, принадлежащем тёте Митчелл. Карен в последний раз видели, когда она шла после работы из магазина её тёти и, возможно, разговаривала с кем-то в остановившемся автомобиле. Эскиз предполагаемого похитителя Митчелл напоминает Дёрста.
Хотя ФБР в конечном счёте не смогло связать Дёрста с серийными убийствами в Лонг-Айленде (в которых некоторые жертвы были расчленены аналогично Моррису Блэку), Бюро создало неофициальную рабочую группу в 2012 году для работы с следственными органами в юрисдикциях, в которых жил Дёрст в последние десятилетия, включая Вермонт, Нью-Йорк и Калифорнию. После его недавнего ареста ФБР рекомендовало местным населённым пунктам пересмотреть замороженные дела. Техасский частный следователь Бобби Бача также выяснила, что Дёрст, работал и жил по поддельным документам в Техасе, Флориде, Массачусетсе, Нью-Джерси, Южной Каролине, Миссисипи и Виргинии.

## Документальный фильм
В начале 2015 года HBO выпустил шестисерийный документальный фильм «Тайны миллиардера», в котором описаны косвенные доказательства, связывающие Дёрста с убийством Берман, которая, как предполагается, знала об исчезновении Маккормак. В фильме рассказывается об исчезновении Маккормак, последующей смерти Берман и убийстве Блэка. По совету своих адвокатов и жены, Дебры Ли Чаратан, Роберт дал многочисленные интервью и неограниченный доступ к своим личным записям создателям фильма. ФБР арестовало Дёрста в Новом Орлеане в тот же день, когда был выпущен последний эпизод. Документальный фильм закончился тем, что Роберт пошёл после окончания интервью в уборную, не зная что его микрофон-петличка включён, где начал разговаривать сам с собой: «Вот оно. Тебя поймали! Что, чёрт возьми, я сделал? Всех их убил, конечно».
«Associated Press» сообщила, что письмо Дёрста Берман в марте 1999 года, обнаруженное её пасынком и переданное создателям фильма, предоставило «новые ключевые доказательства», которые привели к подаче обвинения в убийстве.

## Личная жизнь
12 апреля 1973 года, в свой 30-й день рождения, Роберт женился на Кэтлин Маккормак. Он развёлся с ней в 1990 году, спустя восемь лет после её исчезновения. 11 декабря 2000 года, незадолго до убийства Берман, Дёрст женился на Дебре Ли Чаратан. По данным «The New York Times», в 1990 году пара недолго проживала в квартире на Пятой авеню, но «никогда не жили вместе как муж и жена». Роберт однажды сказал своей сестре, что это «брак по расчёту», «Я хотел, чтобы Дебби была в состоянии получить моё наследство, и я намеревался убить себя», сказал Дёрст в заявлении 2005 года. В настоящее время Чаратан живёт с одним из юристов Дёрста, Стивеном И. Холмом.
Роберт путешествовал и жил под десятками псевдонимов на протяжении многих лет, используя разные документы для покупки автомобилей, аренды квартир и открытия счетов кредитных карт. «У него были сканер, копировальная машина и ламинатор», — рассказал «Newsweek» бывший сотрудник офиса Дёрста. «Я не понял, что я невольно увидел, эти вещи позволили Роберту Дёрсту сделать поддельную водительскую лицензию». Дёрст также был «частым пользователем частных почтовых ящиков» и, по-видимому, вёл бизнес под несколькими именами с собачьей тематикой: «Woofing LLC», «WoofWoof LLC» и «Igor-Fayette Inc».
В начале 1980-х годов Роберт владел семью аляскинскими маламутами по имени Игорь, которые, со слов Дугласа Дёрста, умерли при загадочных обстоятельствах. В декабре 2014 года, до выхода в эфир фильма «Тайны миллиардера», Дуглас сказал «The New York Times», что «В ретроспективе я теперь верю, что он убил свою жену и избавился от её тела с помощью этих собак». Дёрст когда-то сказал, что хочет «Игоря» Дугласа. Роберт, однако, оспаривал то, что ему принадлежат семь собак по имени Игорь, сказав, что он владел тремя.
В конце 1981 года, когда Дёрст всё ещё был женат на Маккормак, он приближался к концу трёхлетнего романа с Пруденс Фэрроу, которая также была замужем в то время. За несколько месяцев до исчезновения Кэти, в январе 1982 года, Фэрроу позвонила ей и попросила, чтобы она отказалась от Роберта. После оправдания Дёрста в убийстве Блэка в 2003 году, Пруденс связалась с правоохранительными органами с опасениями за свою безопасность, она сказала, что Роберт рассердился на неё, когда она хотела прекратить их отношения за три дня до того, как Маккормак исчезла.
С 2015 года у Дёрста был ряд серьёзных медицинских проблем, в том числе операции по поводу рака пищевода, установка шунта в мозг от гидроцефалии и спондилодез шейного отдела позвоночника. Когда он был арестован в Новом Орлеане в 2015 году, у него были обнаружены различные медицинские препараты, в том числе снотворное мелатонин, миорелаксант и лекарства от высокого кровяного давления, кровотока и кислотного рефлюкса.

### Финансовый статус и резиденции
В середине 2002 года Дёрст подписал доверенность на свою жену Дебру Ли Чаратан, инвестора по недвижимости, и считается, что их финансы остаются тесно взаимосвязанными. В 2006 году Роберт дал Чаратан около 20 миллионов долларов из своего 65 миллионного трастового фонда.
В 2011 году Дёрст купил таунхаус стоимостью 1,75 миллиона долларов на Ленокс-авеню в Гарлеме, Нью-Йорк. Источник, близкий к его семье, подтвердил, что он жил там, по крайней мере, некоторое время, и они держали его под наблюдением. Роберт также владеет тремя кондоминиумами в многоэтажном комплексе в Хьюстоне, и после подачи иска он получил в 2006 году 200 000 долларов от разработчика в Хьюстоне, который отказался позволить ему переехать в подразделение, недавно купленное его женой, а затем сразу же перепроданное Дёрсту за 10 долларов. Во время убийства Сьюзан Берман в Лос-Анджелесе Роберт только что продал дом в Тринидаде, Калифорния, но сохранил офис в Юрике, арендуя в соседней Большой лагуне.
СМИ по-разному сообщали о финансовом статусе Роберта: «барон недвижимости», «богатый отпрыск», «миллионер», «мультимиллионер» и «миллиардер». Недвижимость семьи Дёрст стоит более 4 миллиардов долларов, но его брат Дуглас контролировал компанию, начиная с 1994 года, незадолго до смерти отца. С 1994 по 2006 год Роберт проводил юридическую кампанию, чтобы получить больший контроль над семейными трастом и состоянием. За это время он получил 2 миллиона долларов в год из семейного траста. В 2006 году дело было урегулировано, а Роберт отказался от интереса к собственности и трестам семьи Дёрст в обмен на единовременный платёж в размере около 65 миллионов долларов. Неизвестно, сколько из этого пошло на судебные издержки и налоги. Дёрст всё ещё активно занимается недвижимостью, он, по сообщениям, продал два объекта в 2014 году за 21,15 миллиона долларов после их покупки в 2011 году за 8,65 миллиона. Во время его ареста в 2015 году в Новом Орлеане, ФБР оценило чистые доходы Дёрста в размере около 100 миллионов долларов, а «The New York Times» — в 110 миллионов.
1 мая 2015 года газета «New York Post» сообщила, что брат Дёрста Дуглас урегулировал судебный процесс против кинорежиссёра документального фильма «Тайны миллиардера» Эндрю Джареки, подтвердив, что Роберт был источником видеозаписей семьи Дёрст, которые появились в документальном фильме. Хотя было непонятно, подтвердил ли Джареки Роберта в качестве своего источника. В марте 2015 года «The New York Times» сообщила, что Джареки получил «неограниченный доступ» к личным записям Дёрста.
В ноябре 2015 года, спустя почти 34 года после исчезновения Кэтлин Маккормак-Дёрст, несколько её ближайших родственников (три сестры, а также её 101-летняя мать) подали иск против Роберта Дёрста на 100 миллионов долларов. В случае успеха иск может лишить Дёрста большего или всего его наследственного состояния. Другой её брат, Джеймс Маккормак, попытался в октябре 2015 года подать иск против Дёрста от имени своей матери, но ему отказала одна из его сестёр, которая представляет права их матери. Адвокат Дёрста, Дик ДеГерин, прокомментировал, что «нет никаких доказательств того, что Роберт Дёрст имел какое-либо отношение к исчезновению Кэтлин. Любой может подать иск, но в конечном итоге им придётся предъявить доказательства». В понедельник 7 декабря 2015 года, те же члены семьи подали иск, в котором потребовали заморозить активы Дёрста. В июле 2016 года семья Маккормак попросила суд в Манхэттене «заявить, что Кэти умерла 31 января 1982 года, когда она была убита её мужем Робертом Дёрстом». Суд удовлетворил ходатайство в 2017 году.

### Другие юридические вопросы
В 2012 и 2013 годах члены семьи Дёрст подавали иски и получали ордера против него, утверждая, что они его боялись. Роберт был обвинён в нарушении правил в Нью-Йорке за то, что ходил перед таунхаусами, принадлежащими его брату Дугласу и другим членам семьи. Он предстал перед судом и был оправдан в декабре 2014 года. Судья также отклонил тринадцать ордеров, которые его члены семьи получили на него.
В июле 2014 года Дёрст был арестован после того, как был доставлен в полицейский участок после инцидента в аптеке CVS в Хьюстоне, в которой он якобы снял штаны и помочился на стойку с конфетами. Затем он вышел из магазина и пошёл по улице. Роберту было предъявлено обвинение в совершении преступного хулиганства. В декабре 2014 года он признал вину и был оштрафован на 500 долларов. Его адвокат описал этот инцидент как «неудачную медицинскую ошибку», поскольку Дёрст только что был выписан из больницы, где он прошёл две медицинские процедуры. Инцидент был записан на видео.

## В популярной культуре
- События, связанные с Дёрстом, вдохновили на создание фильма «Всё самое лучшее», вышедшего в 2010 году. Название картины является отсылкой на магазин здоровой пищи с тем же именем, созданный Дёрстом и его женой в 70-х годах. Дэвида Маркса, персонажа, основанного на Дёрсте, сыграл Райан Гослинг.[166][167]. Вскоре после выхода, Роберт Дёрст увидел фильм и связался с режиссёром Эндрю Джареки, выразив восхищение картиной. Их разговор перерос в дискуссию, которая была включена в документальный сериал HBO «Тайны миллиардера» 2015 года.
- Три эпизода в телевизионной франшизе «Закон и порядок» в разной степени были связаны с Дёрстом.[168]
- Фред Армисен в 2003 году сыграл Роберта Дёрста в скетче шоу «Субботним вечером в прямом эфире» и позже в 2016 году в сериале «Несгибаемая Кимми Шмидт».[169] Кейт МакКиннон сыграла Роберта Дёрста в скетче «Субботним вечером в прямом эфире» в 2015 году.[170]
- Сериал «Mugshots» канала «American Court TV» (теперь «TruTV») выпустил эпизод, посвящённый Дёрсту, под названием «Роберт Дёрст — Тайна убийства магната».[171]
- A&E и «Lifetime» объявили в августе 2016 года, что они разрабатывают фильм, основанный на книге «Смертельный секрет». Картину планируется выпустить в эфир осенью 2017 года.[172]
- Канал Investigation Discovery выпустил мини-сериал под названием «Роберт Дёрст: тайна убийства», содержащий новые интервью с друзьями и семьями предполагаемых жертв Дёрста, а также с его адвокатом Диком ДеГерином. Эксперты по правовым вопросам и криминальные репортёры рассказывают о доказательствах, приведших к аресту Дёрста и судебному процессу по делу об убийстве, назначенному на 2019 год (теперь 2021 год). Первоначально сериал вышел в эфир 21 и 22 января 2019 года.[173][174]
- Сериал «Выступление присяжных» посвятил эпизод суду над Дёрстом в Галвестоне, штат Техас.